# Воробьёва, Лена Ивановна
Лена Ивановна Воробьёва (1 июня 1931 — 22 июня 2023) — советский и российский учёный, микробиолог, доктор биологических наук (1972), профессор (1978). Заслуженный профессор Московского государственного университета (2011). Почётный работник высшего профессионального образования Российской Федерации.

## Биография
Родилась Лена Ивановна в Москве в 1931 году. Завершила обучение на биолого-почвенном факультете Московского государственного университета, а также окончила аспирантуру в Институте микробиологии Академии Наук СССР. В 1958 году успешно защитила кандидатскую диссертацию. С 1958 по 1963 годы работала в том же Институте в качестве научного сотрудника.
В марте 1963 года по предложению академика В. Н. Шапошникова была приглашена на должность доцента на кафедру микробиологии МГУ, где работала в течение 57 лет. В 1973 году защитила докторскую диссертацию и получила звание профессора кафедры. На протяжении 28 лет читала курс «Общая микробиология» для студентов биологического факультета, спецкурсы «Промышленная микробиология», «Археи». Указанные курсы лекций были прочитаны на Кубе для преподавателей Гаванского университета, в Словакии — студентам Политехнического Института Братиславы, в Индии.
Под её руководством была организована работа научной школы микробиологов-физиологов, объектом исследования которых стала уникальная группа микроорганизмов, которую представляют пропионовокислые бактерии. В этой школе свой опыт получили более 70 дипломников и 33 аспиранта, защитившие кандидатские диссертации. Два сотрудника стали докторами наук.
Воробьёва автор 8 книг, включая 4 учебных пособия и 4 монографии, 235 научных статей, опубликованных в отечественных и зарубежных журналах. Монография «Propionibacteria» (290 страниц) издана в Нидерландах. Является лауреатом конкурса «Грант Москвы» в области естественных наук, была членом Международного комитета «Food Micro» и национальным представителем Международного комитета по пищевой микробиологии и гигиене. Награждена международной премией «За вклад в науку» в Цюрихе, в 2002 году. Имеет 20 авторских свидетельств на способы получения пропионовой кислоты, витамина В12, биотина, каталазы, супероксиддисмутазы, оксиметилпиридина, новых кисломолочных продуктов, производства диетического хлеба, хранения сухого яичного белка, защиты фильмовых материалов от микробной коррозии. Автор и создатель сценария учебного фильма «Предмет и задачи микробиологии» (студия «Центрнаучфильм»).
Проживала в Москве. Умерла 22 июня 2023 года.